# Carex uzenensis
Carex uzenensis är en halvgräsart som beskrevs av Gen-Iti Koidzumi. Carex uzenensis ingår i släktet starrar, och familjen halvgräs. Inga underarter finns listade i Catalogue of Life.